# Бахреин на Светском првенству у атлетици на отвореном 2023.
Бахреин је учествовао на 19. Светском првенству у атлетици на отвореном 2023. одржаном у Будимпешти од 19. до 27. августа седамнаести пут. Репрезентацију Бахреина представљало је 4 такмичара (1 мушкарац и 3 жене) који су се такмичили у 5 дисциплина (2 мушке и 3 женске). ,Р.
На овом првенству Бахреин је по броју освојених медаља делила 18. место са 1 освојеном медаљом (злато).
У табели успешности према броју и пласману такмичара који су учествовали у финалним такмичењима (првих 8 такмичара) Бахреин је са 2 учесником у финалу заузео је 33. место са освојених 13 бодова.
| Плас. | Земља   | 1. место | 2. место | 3. место | 4. место | 5. место | 6. место | 7. место | 8. место | Бр. финал. | Бод. |
| ----- | ------- | -------- | -------- | -------- | -------- | -------- | -------- | -------- | -------- | ---------- | ---- |
| 33.   | Бахреин | 1        | 0        | 0        | 1        | 0        | 0        | 0        | 0        | 2          | 13   |

## Учесници
| Мушкарци: - Бирхану Балев — 5.000 м, 10.000 м | Жене: - Кеми Адекоја — 400 м препоне - Винфред Мутиле Јави — 3.000 м препреке - Роуз Челимо — Маратон |  |

## Резултати

### Мушкарци
| Атлетичар     | Дисциплина | Лични рекорд | Квалификације | Квалификације | Полуфинале | Полуфинале | Финале               | Финале       | Детаљи |
| Атлетичар     | Дисциплина | Лични рекорд | Резултат      | Место         | Резултат   | Место      | Резултат             | Место        | Детаљи |
| ------------- | ---------- | ------------ | ------------- | ------------- | ---------- | ---------- | -------------------- | ------------ | ------ |
| Бирхану Балев | 5.000 м    | 12:56,26     | 13:41,00      | 15. у гр. 1   |            |            | Није се квалификовао | 30 / 43 (44) |        |
| Бирхану Балев | 10.000 м   | 27:07,49     |               |               |            |            | 28:08,03 ЛРС         | 10 / 22 (25) |        |

### Жене
| Атлетичарка         | Дисциплина       | Лични рекорд | Квалификације         | Квалификације | Полуфинале            | Полуфинале | Финале             | Финале             | Детаљи |
| Атлетичарка         | Дисциплина       | Лични рекорд | Резултат              | Место         | Резултат              | Место      | Резултат           | Место              | Детаљи |
| ------------------- | ---------------- | ------------ | --------------------- | ------------- | --------------------- | ---------- | ------------------ | ------------------ | ------ |
| Кеми Адекоја        | 400 м препоне    | 54,12        | 53,56 КВ, АЗР, НР, ЛР | 1. у гр. 3    | 53,39 КВ, АЗР, НР, ЛР | 2. у гр. 3 | 53,09 АЗР, НР, ЛР  | 4 / 41             |        |
| Винфред Мутиле Јави | 3.000 м препреке | 8:56,55      | 9:19,18 КВ            | 1. у гр. 1    |                       |            | 8:54,29 СРС, ЛР    |                    |        |
| Роуз Челимо         | Маратон          | 2:23:12      |                       |               |                       |            | Није завршила трку | Није завршила трку |        |